# 韩国女性劳动者会
韓國女性勞動者會（：／ Han'guk yŏsŏng nodongjahoe），又稱韩国女工协会，是韩国的一个致力于推进劳动妇女的人权和促进性别平等的组织。韓國女性勞動者會提供领导力培训并监测政府政策对女工人的影响。
韓國女性勞動者會是韩国第一个全国性的女性勞動者會，也是伞状组织韩国女性团体联合的创始成员之一。

## 背景
朝鲜战争结束后，韩国开始进行国家重建。尽管李承晚和朴正熙政府具有独裁特征，妇女，尤其是大多数受过高等教育的妇女，仍开始努力在韩国推进性别平等。她们创立了包括韩国全国妇女理事会在内的一批妇女组织。
朴正熙政权的权力巩固后，开始允许一些保守的、不对政府的政策表现出敌意的、旨在支持国家的组织存在。
自1963年开始，朴正熙政权开始推动韩国社会的工业化；工厂女工在发展韩国经济中发挥了重要作用。这些女工工资很低，且经常在造成了许多健康问题的恶劣的条件下工作。尽管朴正熙政权打压反政府组织，但工厂的女工人仍在1970年代开始发声以改善她们的工作条件和争取劳工权利。女工运动引起了韩国公众的注意，并导致了1980年代的进步和基层民主化运动。该运动在性别、阶级、年龄、婚姻状况和宗教方面都有进行团结。1980年代的妇女活动家认为，为了解放妇女，必须要进行社会重建。
1987年，韩国实现了民主化。为了回应国内的要求以及国际社会的压力，韩国同时颁布了包括《平等就业法》在内的一批劳动法。但是，尤其是20世纪80年代末之后，男性工人仍是工人的主导群体。因此，韓國女性勞動者會1987年成立，旨在团结女工并争取她们的权利。创始成员中既有知识分子，也有积极参加1970年代和1980年代抵抗运动的工人阶级妇女。

## 历史
在韩国，劳动改革之前，结婚或生孩子的妇女都会被迫退休。韓國女性勞動者會的成立开始将妇女组织到已经建立的工会中，解决了许多被男性主导的工会所忽视的问题。除了组织藍領工人之外，韓國女性勞動者會还允许失业者、家庭佣工和其他非正式工作者加入。
韓國女性勞動者會在支持1987年通过《平等就业法》方面发挥了很大作用。1989年，韓國女性勞動者會通过占领马山市的一家工厂并住在那里进行抗议。同样在1980年代，韓國女性勞動者會帮助提高了耐克的合作工廠设施内工人的工资。
1990年，她们协助政府通过了《婴儿护理法》。到1993年，韓國女性勞動者會已成功的在工作场所旁建立了照料中心。1996年，一位亚洲妇女委员会的前工人担任韓國女性勞動者會的主席。
韓國女性勞動者會一直是其他亚洲国家在改善工作场所平等方面的最佳做法的一根标杆。2007年，该组织举办了组织成立20周年庆。

## 目标
在1980年代的民主化运动之后，韩国社会转向关注公民思想，略微远离了好战和反政府的思想。相应地，妇女协会也转变了其与政府紧密合作的态度，并扩大了其目标和宗旨。
1990年代后，韓國女性勞動者會继续为女工的权利而努力，并反对妇女在社会上持续处于结构性从属地位的观点。1992年，韓國女性勞動者會创建了韓國女性勞動者會联合会，以组织其在首尔、仁川、釜山、富川、城南、光州和马昌的地区分支机构。
韓國女性勞動者會已取得了一系列的成功，包括在1999年根据《平等就业法》禁止就业过程中的性暴力和间接性别歧视、在2001年将产假的时间从60天扩大到90天。韓國女性勞動者會不断监测政府政策，以反映已在政治领域被边缘化的女工的要求。韓國女性勞動者會及其附属组织韩国妇女协会联合会于1995年在政府登记注册，并得到政府的正式承认。
当韩国经历1997-1998年的经济危机时，女工人往往会被优先解雇，并会倾向于成为临时工。韩国政府支持解雇工人以克服经济衰退并保持国家在全球经济中的竞争力。妇女在韩国被鼓励成为负责任的、照顾孩子和家庭的家庭主妇，而不是外出工作的工人。韩国社会的父权制刻板观念促使女工人从事不稳定的工作。 
在这种情况下，韓國女性勞動者會于1999年成立了韩国妇女工会以团结女工人，并致力于解决女工人非正规就业的问题。韓國女性勞動者會长期与韩国妇女工会合作，提供职业培训、育儿支持和咨询服务以帮助女工人。同时，韓國女性勞動者會还提供政治教育，让女工人了解集体工会活动的必要性，并培养她们在劳工组织中的领导能力。
韓國女性勞動者會在其20周年庆上发表的一份报告中提到了其未来的目标。报告称，韓國女性勞動者會会继续致力于保障女工人的法律地位、经济福利和生活质量。韓國女性勞動者會认为它需要为女工人提供更好的福利制度，让更多的女工人参与到活动中来，同时不牺牲她们作为母亲、妻子或低工资工人的日常生活。
韓國女性勞動者會现在正努力应对新自由主義、资本主义社会对女工的制度化歧视。在论文《韩国女工人的行动主义》中，作者朴南熙非常重视韓國女性勞動者會和韩国妇女工会的努力，认为它们提供了一个能让女临时工能够团结起来，找到愿意改变艰苦工作环境的同伴的环境。

## 现存问题
一些著作批评了1970年代和1980年代的妇女劳工运动的结果。由于1980年代的民主运动是一场集体和基层的运动，韩国社会将不同的社会立场，如阶级、性别或政治理想之间的潜在冲突置于了一旁。例如，有的男性工人积极分子的妻子和母亲在1980年代加入了民主运动，是因为她们认为自己作为母亲和妻子有责任创造一个更好的社会。然而，这种态度并不一定能改变往往稳定了异质父权制家庭体系的韩国的性别角色和刻板印象观念。
另外，韩国性别平等的合法化在一定程度上是为了适应国际社会和韩国女工的压力。即使工作场所的性别平等在法律上受到保护，该法也并不总在实际上被执行。
此外，韓國女性勞動者會透露，年轻一代和老一代之间，以及协会组织者和地区分支机构的活动者之间存在沟通不足的问题。韓國女性勞動者會了解到，各代人之间存在着意见和价值观上的差异。老一辈的活动者倾向于进步的劳工运动，而年轻一代则试图寻找其他可能性。
加州大学洛杉矶分校亚美研究系和国际研究所的教授珍妮弗·吉哈耶·春认为，有一种策略并未被韓國女性勞動者會使用。春认为，妇女劳工活动家需要让公众认识到妇女的结构性从属地位，同时保持人与人之间的团结。她还认为包括绝食在内激进的活动，有时会被认为是过时的抵抗形式，不一定能让公众意识到问题所在。
今天，一些非政府组织承认其缺乏资金，公众对他们提出的问题缺乏认识；全职工作和不全职工作的活动者的负担逐渐两极分化。韓國女性勞動者會今日仍坚持对其活动家进行有限的经济奖励，这加剧了成员在平衡活动和家务工作方面的困难。韓國女性勞動者會今日仍在努力处理女工的结构性从属关系，以便填补立法和她们的日常生活之间的空白。